# Neobatrachus wilsmorei
A Neobatrachus wilsmorei a kétéltűek (Amphibia) osztályának békák (Anura) rendjébe, a mocsárjáróbéka-félék (Limnodynastidae) családjába, azon belül a Neobatrachus nembe tartozó faj.

## Előfordulása
Ausztrália endemikus faja. Az ország Nyugat-Ausztrália szövetségi államában honos. Elterjedési területének mérete nagyjából 436 900 km².

## Nevének eredete
A faj nevét Norman Thomas Mortimer Wilsmore (1868-1940) ausztrál vegyészprofesszor tiszteletére kapta.

## Megjelenése
Közepesnél nagyobb termetű békafaj, testhossza elérheti a 6,5 cm-t. Háta sötétbarna, rajta több élénksárga hosszantí csíkkal. Oldalán cikkcakkos élénksárga mintázat található, szemét sárga gyűrű övezi. Hasa fehér. Pupillája függőleges elhelyezkedésű, írisze aranyos-ezüstös színű. Mellső lábain nincs úszóhártya, hátsó lábfejein háromnegyedükig úszóhártya található. Ujjainak végén nincsenek korongok. Lábfejeinek alsó felén fekete szélű metatarzális gumó helyezkedik el, ez az ásó alakú kinövés segíti az ásásban.

## Életmódja
A párzás heves esőzések után, novembertől február végéig tart. Petéit laza csomókban rakja le időszakos pocsolyákba, talajmélyedésekbe, a petecsomók a víz fenekére süllyednek. Az ebihalak hossza elérheti a 9 cm-t, színük fakó arany, vagy csaknem teljesen fehér. Teljes kifejlődésük másfél-három hónapig tart.

## Természetvédelmi helyzete
A vörös lista a nem fenyegetett fajok között tartja nyilván. Elterjedési területén, Nyugat-Ausztráliában számos védett terület található.